# Ernst-Strüngmann-Forum

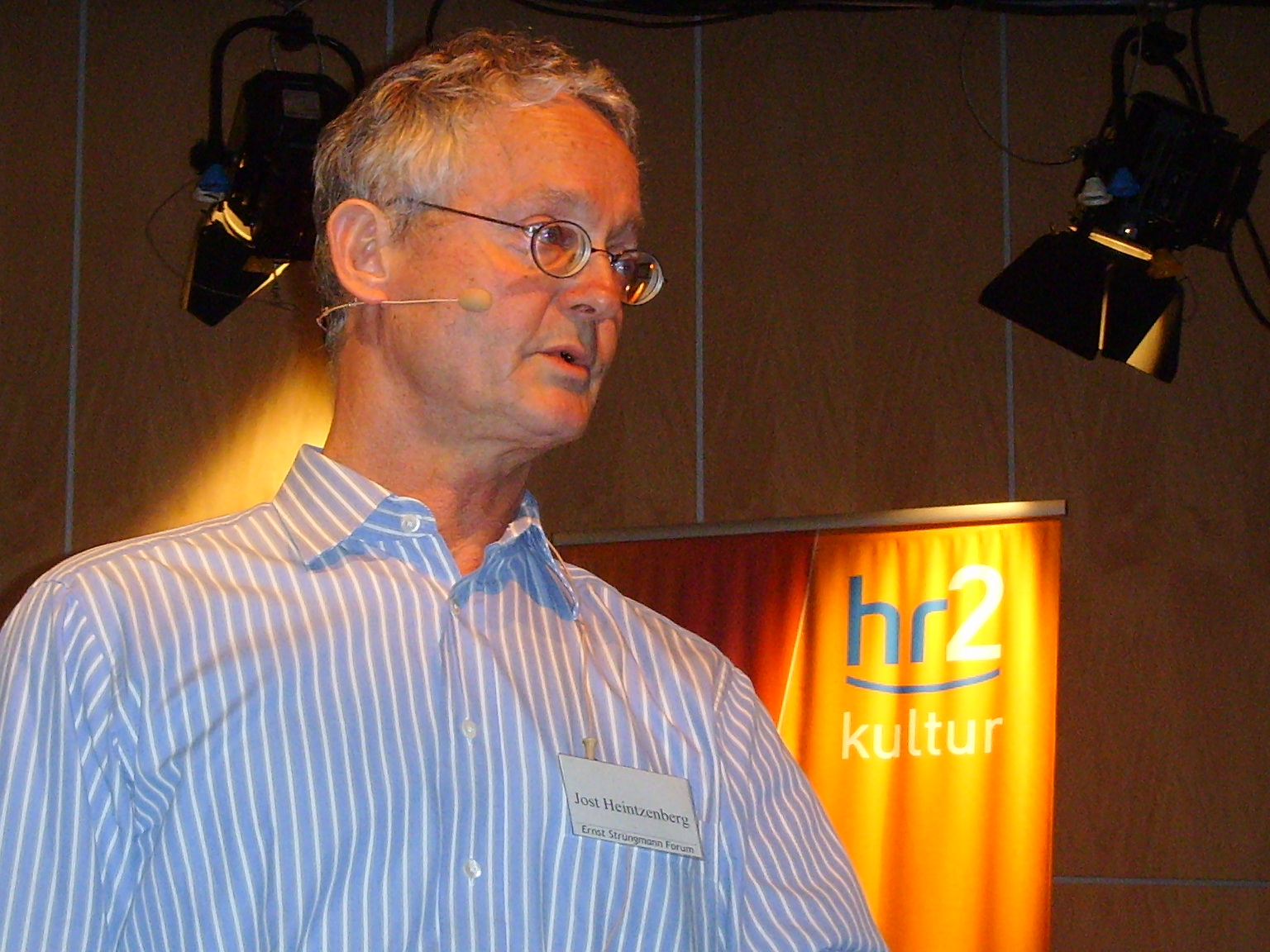
März 2008: Während des Forums "Wolken im gestörten Klimasystem" leitet der Atmosphärenphysiker Jost Heintzenberg eine öffentliche Podiumsdiskussion beim hr

Das Ernst-Strüngmann-Forum ist ein unabhängiger Think Tank, der auf Grundlage der wissenschaftlichen Unabhängigkeit und der neugierigen Natur des menschlichen Geistes die Erweiterung des Wissens in den Grundlagenwissenschaften fördert. Es wird von Andreas und Thomas Strüngmann finanziert und ist zu Ehren ihres Vaters, Ernst Strüngmann, nach ihm benannt.
Verankert im Frankfurt Institute for Advanced Studies und geleitet von einem unabhängigen wissenschaftlichen Beirat, bietet das Ernst Strüngmann Forum ein offenes Umfeld für eingeladene Wissenschaftler, um gegenwärtige Probleme in der Forschung aus verschiedenen Blickwinkeln zu erkunden. Die Ideen und Strategien, die dabei entstehen, werden in den Strüngmann Forum Reports veröffentlicht. Die Publikationsreihe ist sowohl online als auch in Buchform erhältlich.

## Hintergrund
Auf der Grundlage der gemeinsamen Vision von Wolf Singer und Julia Lupp nahm das Ernst Strüngmann Forum seine Arbeit im Oktober 2006 auf. „Seitdem hat es sich in der wissenschaftlichen den Ruf erworben, der Ort zu sein, an dem intellektuelle Sackgassen überwunden werden, neue Denkansätze gefunden und künftige Kooperationen geknüpft werden“ (aus The History of Neuroscience in Autobiography, vol. 9, p. 476).

## Auszeichnungen
- 2018 Ursula Gielen Global Psychology Book Award: The Strüngmann Forum Report, vol. 22 (The Cultural Nature of Attachment, edited by Heidi Keller and Kim Bard) received this award for its “significant and fundamental contribution to psychology as a global discipline.”
- 2009 ASLI Choice Award: The Strüngmann Forum Report, vol. 2 (Clouds in the Perturbed Climate System, edited by Jost Heintzenberg and Robert J. Charlson) received this award for its “quality, authoritativeness, and comprehensive coverage of new and important aspects of cloud research.”

## Veröffentlichungen (Auswahl)
- Intrusive Thinking: From Molecules to Free Will, edited by Peter W. Kalivas and Martin  P. Paulus. 2021. Strüngmann Forum Report, vol. 30. Cambridge, MA:  MIT Press. ISBN 9780262542371.

- Deliberate  Ignorance: Choosing Not to Know,  edited by Ralph Hertwig and Christof Engel. 2021. Strüngmann Forum Report,  vol. 29. Cambridge, MA: MIT Press. ISBN 9780262045599.

- Youth  Mental Health: A  Paradigm for Prevention and Early Intervention, edited by Peter J. Uhlhaas  and Stephen J. Wood. 2020. Strüngmann Forum Report, vol. 28. Cambridge, MA:  MIT Press. ISBN 9780262043977.

- The  Neocortex, edited  by Wolf Singer, Terrence J. Sejnowski, and Pasko Rakic. 2019. Strüngmann Forum  Report, vol. 27. Cambridge, MA: MIT Press. ISBN 9780262043243.

- Interactive  Task Learning:  Agents, Robots, and Humans Acquiring New Tasks through Natural Interactions,  edited by Kevin A. Gluck and John E. Laird. 2019. Strüngmann Forum Report, vol. 26. Cambridge, MA: MIT Press. ISBN 9780262038829.

- Emergent  Brain Dynamics:  Prebirth to Adolescence, edited by April A. Benasich and Urs Ribary. 2018. Strüngmann  Forum Report, vol. 25. Cambridge, MA: MIT Press. ISBN 9780262038638.

- Agrobiodiversity: Integrating Knowledge for a Sustainable  Future, edited by Karl Zimmerer and Stef de Haan. 2019. Strüngmann Forum  Report, vol. 24. Cambridge, MA: MIT Press. ISBN 9780262038683.

- Rethinking  Environmentalism:  Linking Justice, Sustainability, and Diversity, edited by Sharachchandra Lele, Eduardo S. Brondizio,  John Byrne, Georgina Mace, and Joan Martinez-Alier. 2018. Strüngmann Forum  Report, vol. 23. Cambridge, MA: MIT Press. ISBN 9780262038966

- The Cultural Nature of Attachment: Contextualizing Relationships and Development, edited by Heidi  Keller and Kim Bard. 2017. Strüngmann Forum Report, vol. 22. Cambridge, MA:  MIT Press. ISBN 9780262036900

- Investors and Exploiters in Ecology and Economics: Principles and  Applications, edited by Luc-Alain Giraldeau, Philipp Heeb and Michael Kosfeld.  2017. Strüngmann Forum Report, vol.  21. Cambridge, MA: MIT Press. ISBN 9780262036122.

- Better Doctors, Better Patients, Better Decisions. Envisioning Health Care 2020, edited by Gerd Gigerenzer and J. A. Muir Gray. 2011. Cambridge, MA: MIT Press 2011, ISBN 978-0-262-01603-2
  - Bessere Ärzte, bessere Patienten, bessere Medizin. Aufbruch in ein transparentes Gesundheitswesen. Medizinisch Wissenschaftliche Verlagsgesellschaft 2013, ISBN 978-3-941468-82-5.

## Belege
1. 1 2  Singer, Wolf: Autobiography. In: Thomas D. Albright & Larry R. Squire (Hrsg.): The History of Neuroscience in Autobiography. Band 9. Society for Neuroscience, 2016, ISBN 978-0-615-94079-3, S. 424–483.
2. ↑  Sven Titz: Konkurrenz für die Dahlem-Konferenzen? Im Juni startet in Frankfurt am Main das Fias-Forum. Berliner Zeitung, 24. März 2007.
3. ↑  Ned Stafford: German workshops start afresh. Nature, 19. März 2007, ISSN 1476-4687.